# Geiersthal
Geiersthal est une commune de Bavière (Allemagne), située dans l'arrondissement de Regen, dans le district de Basse-Bavière. Cette commune est composée de 2235 habitants.